# Anandyn Amar
Anandyn Amar (mongol : Анандын Амар), né dans le sum Khangal de la province Bulgan en Mongolie en 1886 et décédé le 10 juillet 1941 à Kommounarka en Russie est un homme politique mongol, Premier ministre du pays de février 1928 à avril 1930 et de mars 1936 à mars 1939 et Président de juillet 1932 à mars 1936.